# Allgemeines Verwaltungsverfahrensgesetz 1991
Das Allgemeine Verwaltungsverfahrensgesetz 1991 (AVG) regelt das Verfahren so gut wie aller Verwaltungsbehörden in Österreich. Gesonderte Verfahrensregelungen bestehen zwar insbesondere für das Verwaltungsstrafrecht (Verwaltungsstrafgesetz), die Agrarbehörden (Agrarverfahrensgesetz) und die Dienstbehörden im öffentlichen Dienst (Dienstrechtsverfahrensgesetz), die ihrerseits jedoch in weiten Teilen auf das AVG verweisen. Die Abgabenbehörden haben ihre Verfahren hingegen nach völlig anderen Vorschriften, und zwar nach der Bundesabgabenordnung, abzuwickeln.

## Geschichtliche Entwicklung
Das AVG wurde erstmals im Jahr 1925 (BGBl. Nr. 274/1925) erlassen und stellte damals insofern einen Meilenstein dar, als das Verwaltungsverfahren bis dahin bloß in den Materiengesetzen geregelt war, was als durchaus unbefriedigend empfunden wurde.
Nach jeweils mehreren Novellen wurde es zunächst 1950 (BGBl. Nr. 172/1950) und schließlich 1991 (BGBl. Nr. 51/1991) wiederverlautbart.
Bis zum 31. Dezember 2013 enthielt das AVG in den §§ 67a-67h besondere Bestimmungen für das Verfahren vor den Unabhängigen Verwaltungssenaten. Mit der Abschaffung der UVS und der Errichtung der Landesverwaltungsgerichte am 1. Jänner 2014 wurde dieser Abschnitt aufgehoben. Das Verfahren vor den Verwaltungsgerichten ist in einem eigenen Verwaltungsgerichtsverfahrensgesetz geregelt. Zu beachten ist, dass der 1. Abschnitt des IV. Teils des AVG seither nur noch für Verfahren in den Angelegenheiten des eigenen Wirkungsbereiches der Gemeinde gilt. Gegen Bescheide anderer Behörden ist als Rechtsmittel in der Regel eine Beschwerde beim Bundesverwaltungsgericht oder einem Landesverwaltungsgericht möglich.

## Aufbau
Die verkürzte und meist schlagwortartige Wiedergabe des Inhalts einzelner Bestimmungen des AVG erhebt keinen Anspruch auf Vollständigkeit; überdies sind nicht alle Bestimmungen ausdrücklich angeführt und/oder kommentiert.

### I. Teil – Allgemeine Bestimmungen

#### 1. Abschnitt: Behörden
§§ 1–7
§§ 1–6: Zuständigkeit
- Sachliche Zuständigkeit (welche Behörde ist für welche Angelegenheit zuständig)
- Örtliche Zuständigkeit (nach welchem örtlichen Merkmal richtet sich die Zuständigkeit)
- Lösung von Zuständigkeitsstreitigkeiten

Die Behörden müssen ihre (sachliche und örtliche) Zuständigkeit von Amts wegen beachten. Parteienvereinbarungen über die Behördenzuständigkeit sind nicht möglich.
§ 7: Befangenheit von Verwaltungsorganen
Wann sind Verwaltungsorgane (= die Menschen, die für die Behörde tätig sind) jedenfalls befangen und dürfen nicht selbst tätig werden. Verfahrensparteien können aber kein Verwaltungsorgan wegen vermuteter Befangenheit ablehnen.

#### 2. Abschnitt: Beteiligte und deren Vertreter
§§ 8–12
- Beteiligte, Parteien, Rechts- und Handlungsfähigkeit, Vertreter
- Definitionen der Begriffe „Beteiligte“ und „Parteien“, wer rechts- und handlungsfähig ist, wer als Vertreter in Frage kommt, wann ausdrückliche Vollmachten nicht nötig sind, unter welchen Voraussetzungen die Behörde vom Gericht für Beteiligte einen Sachwalter bestellen lassen darf.

#### 3. Abschnitt: Verkehr zwischen Behörden und Beteiligten
§§ 13–20
§ 13: Anbringen
- Wie können Anliegen bei der Behörde eingebracht werden; fristgebundene Eingaben sind jedenfalls schriftlich einzubringen, das ist aber grundsätzlich in jeder technisch möglichen Form erlaubt.
- Wenn eine Eingabe mangelhaft ist, muss die Behörde zunächst – unter Setzung einer Frist – den Auftrag erteilen, den Mangel zu beheben; geschieht das rechtzeitig, gilt die Eingabe als ursprünglich richtig eingebracht.
- Die Behörde ist nur während der Amtsstunden verpflichtet, schriftliche Eingaben, und nur während des Parteienverkehrs verpflichtet, auch mündliche oder telefonische Anbringen entgegenzunehmen.
- Anbringen dürfen jederzeit zurückgezogen oder geändert werden.

§§ 14 und 15: Niederschriften
Wenn etwas mündlich an die Behörde herangetragen wird, ist darüber – sofern nötig – eine Niederschrift aufzunehmen. Die Bestimmung stellt auch Formvorschriften auf, die dabei zu beachten sind. Grundsätzlich gilt eine solche Niederschrift als Beweismittel.
§ 17: Akteneinsicht
Alle Verfahrensparteien haben das Recht, in den Akt Einsicht zu nehmen und sich daraus Kopien machen zu lassen (falls das technisch möglich ist). Unter bestimmten Bedingungen darf die Behörde aber die Akteneinsicht verweigern.
§ 18: Erledigungen
Form und erforderlicher Inhalt von schriftlichen Erledigungen der Behörde; Bescheide müssen noch zusätzlichen Anforderungen genügen (→ § 58).
§ 19: Ladungen
Behörden dürfen Personen vorladen, wenn das nötig ist. Falls erforderlich, hat das mit einem – dann vollstreckbaren – Bescheid zu geschehen.

#### 4. Abschnitt: Zustellungen
§§ 21 und 22:
Verweisung auf das Zustellgesetz; bei besonders wichtigen Gründen ist dem Empfänger eigenhändig zuzustellen.

#### 5. Abschnitt: Fristen
§§ 32 und 33:
- Regelung des Beginns und des Ablaufs von Fristen.
- Gesetzlich festgelegte Fristen (z. B. Berufungsfristen) können nicht geändert werden.

#### 6. Abschnitt: Ordnungs- und Mutwillensstrafen
§§ 34–36
Ordnungsstrafen dürfen gegen Personen verhängt werden, die z. B. eine Amtshandlung stören, Mutwillensstrafen gegen Personen, die die Behörde offenbar mutwillig beschäftigen („Querulanten“).

#### 7. Abschnitt: Begriffsbestimmungen
§ 36a:
Definition des Begriffs "Angehörige".

### II. Teil – Ermittlungsverfahren

#### 1. Abschnitt: Zweck und Gang des Ermittlungsverfahrens
§§ 37–44g
§ 37: Allgemeine Grundsätze
Sachverhaltsfeststellung und Einbindung der Parteien
§ 38: Vorfragen
Wenn im Verfahren eine Vorfrage zu klären ist, die als Hauptfrage von anderen Verwaltungsbehörden oder den Gerichten zu entscheiden wäre, darf die Behörde sie entweder selbst beurteilen und ihrem weiteren Verfahren zu Grunde legen oder ihr Verfahren – mit Bescheid – aussetzen, bis diese Frage von der zuständigen Stelle rechtskräftig entschieden ist (vorausgesetzt, ein solches Verfahren ist dort schon anhängig).
§§ 40–44: Mündliche Verhandlung
- Regelungen, wer einer mündlichen Verhandlung beizuziehen ist, wie ihr Stattfinden kundzumachen ist, und wann das zu geschehen hat.
- „Präklusionsfolgen“ (= Säumnisfolgen) für Parteien, die trotz korrekter Kundmachung der Verhandlung nicht rechtzeitig Einwendungen erheben: Parteistellung geht verloren.
- Verlauf der mündlichen Verhandlung und Ermächtigung des Leiters, sie zu gliedern, das Wort zu erteilen, die Verhandlung zu unterbrechen oder zu vertagen.
- Verpflichtung zur Aufnahme einer Verhandlungsschrift.

§§ 44a-44g: Großverfahren
Für Verfahren mit voraussichtlich mehr als 100 Beteiligten gelten besondere Regeln, die die Kundmachung, die öffentliche Erörterung, die Anberaumung von Verhandlungen und die Zustellung von Schriftstücken betreffen. Praktisch alles darf durch Edikt erfolgen.

#### 2. Abschnitt: Beweise
§§ 45–55
Was kommt als Beweis in Frage (grundsätzlich alles, was zweckdienlich ist, aber jedenfalls auch offenkundige Tatsachen, Urkunden, Zeugen, Sachverständige, …)
§§ 48 und 49: Zeugen
Wer darf als Zeuge nicht vernommen werden, und unter welchen Voraussetzungen darf ein Zeuge die Aussage verweigern.

### III. Teil – Bescheide
§§ 56–62
§ 57
Nur unter bestimmten Voraussetzungen dürfen Bescheide auch ohne vorausgegangenes Ermittlungsverfahren erlassen werden (Mandatsbescheid).
§ 58: Inhalt und Form der Bescheide
Bescheide müssen als solche bezeichnet werden und jedenfalls Spruch und Rechtsmittelbelehrung enthalten. Sie sind auch zu begründen, es sei denn, dass sie antragsgemäß erlassen werden und nicht über Einwendungen und Anträge anderer Beteiligter abzusprechen ist.
§ 61:
Die Rechtsmittelbelehrung muss angeben, ob der Bescheid einem weiteren Rechtszug unterliegt, wenn ja, wann und wo das Rechtsmittel eingebracht werden muss.
§ 62:
- Wenn das nicht in materiellen Vorschriften anders geregelt ist, dürfen Bescheide sowohl schriftlich als auch mündlich erlassen werden. Mündlich verkündete Bescheide müssen auf Verlangen aber auch schriftlich zugestellt werden.
- Irrtümer in Bescheiden darf die Behörde jederzeit (also auch noch nach Rechtskraft) – wiederum in Bescheidform – berichtigen.

### IV. Teil – Rechtsschutz

#### 1. Abschnitt: Berufung
Die §§ 63–67 regeln das Rechtsmittel der Berufung, über das die im administrativen Instanzenzug übergeordnete Verwaltungsbehörde entscheidet. Seit dem Inkrafttreten der Verwaltungsgerichtsbarkeits-Novelle 2012 mit 1. Jänner 2014 ist ein administrativer Instanzenzug nur mehr in Angelegenheiten des eigenen Wirkungsbereichs der Gemeinden vorgesehen.
§ 63:
Berufungen müssen den bekämpften Bescheid bezeichnen, einen begründeten Berufungsantrag enthalten und innerhalb von zwei Wochen bei der Behörde I. Instanz eingebracht werden. Wenn auf eine Berufung verzichtet wurde, ist sie nicht mehr zulässig.
§ 64:
Berufungen haben aufschiebende Wirkung. Aus bestimmten Gründen darf die Behörde diese Wirkung aber – ebenso mit Bescheid – ausschließen.
§ 64a:
Berufungsvorentscheidung
§ 66:
Findet die Berufungsbehörde, dass der Sachverhalt so mangelhaft (ermittelt) ist, dass darüber (nochmals) mündlich verhandelt werden muss, darf sie den bekämpften Bescheid aufheben und die Sache an eine Unterbehörde zurückverweisen.
§ 67:
Berufungsbescheide müssen immer eine Begründung enthalten.

#### 2. Abschnitt: Sonstige Abänderung von Bescheiden
§ 68: Abänderung und Behebung von Amts wegen
- Zurückweisung von Anträgen in Sachen, die bereits rechtskräftig entschieden sind.
- Möglichkeit der Aufhebung oder Abänderung von Bescheiden, aus denen niemandem ein Recht erwachsen ist.
- Abänderung von Bescheiden, um Missstände zu beseitigen, die menschliches Leben oder die Gesundheit gefährden, oder zur Abwehr schwerer volkswirtschaftlicher Schäden.
- Nichtigerklärung durch die Oberbehörde, wenn
  - die Unterbehörde unzuständig oder falsch zusammengesetzt war,
  - der Bescheid
    - einen strafgesetzwidrigen Erfolg hätte,
    - tatsächlich undurchführbar ist, oder
    - an einem Fehler leidet, der gesetzlich ausdrücklich mit Nichtigkeit bedroht ist.
- Nichtigerklärung wegen Unzuständigkeit ist nur innerhalb von drei Jahren ab Bescheiderlassung möglich.

§ 69 und 70:
Wiederaufnahme des Verfahrens
§ 71 und 72:
Wiedereinsetzung in den vorigen Stand

#### 3. Abschnitt: Entscheidungspflicht
§ 73:
- Behörden müssen so rasch wie möglich, in der Regel aber spätestens innerhalb von sechs Monaten über Anträge entscheiden.
- Geschieht das nicht, kann der Antragsteller in Angelegenheiten, in denen eine Berufung zulässig ist, direkt bei der Oberbehörde einen Antrag auf Übergang der Entscheidungspflicht stellen („Devolutionsantrag“). Seit dem Inkrafttreten der Verwaltungsgerichtsbarkeits-Novelle 2012 mit 1. Jänner 2014 ist eine Berufung nur mehr in Angelegenheiten des eigenen Wirkungsbereichs der Gemeinden vorgesehen. In allen anderen Fällen kann eine Säumnisbeschwerde beim zuständigen Verwaltungsgericht erhoben werden.

### V. Teil – Kosten
§ 74: Kosten der Beteiligten
- Im Verwaltungsverfahren muss jeder seine Kosten selbst tragen.
- Falls die materiellen Vorschriften Kostenersatzansprüche zwischen Beteiligten untereinander vorsehen, hat die Behörde die Höhe zu bestimmen.

§ 75: Kosten der Behörden
Kosten für behördliche Tätigkeit sind – sofern nicht §§ 76 bis 78 anzuwenden sind – von Amts wegen zu tragen.
§ 76:
Barauslagen, die bei einer Amtshandlung entstanden sind (z. B. Kundmachungen in Zeitungen, Gebühren von Sachverständigen), müssen der Behörde vom Antragsteller ersetzt werden.
§ 77:
Kommissionsgebühren dürfen für Amtshandlungen außerhalb des Amts verrechnet werden. Auch diese hat der Antragsteller zu tragen.
§ 78:
Verwaltungsabgaben dürfen in Angelegenheiten der Bundesverwaltung für die Verleihung von Berechtigungen auferlegt werden, außer dies wäre in materiellen Vorschriften anders geregelt.

### VI. Teil – Schlussbestimmungen
§§ 80–82:
- Wird im AVG auf andere Bundesgesetze verwiesen, bezieht sich das auf die jeweils geltende Fassung („dynamische Verweisung“).
- Vollziehungsanordnung: Betraut ist die Bundesregierung.
- Inkrafttreten.